# Nasuh Akar
Nasuh Akar   (Província de Yozgat, 10 de maig de 1925 - Seydişehir, 18 de maig de 1984) va ser un lluitador turc, especialista en lluita lliure, que va competir en els anys posteriors a la Segona Guerra Mundial.
El 1948 va prendre part en els Jocs Olímpics d'Estiu de Londres, on guanyà la medalla d'or en la competició del pes gall del programa de lluita lliure. Va guanyar la final a l'estatunidenc Gerald Leeman. En el seu palmarès també destaca una medalla d'or al Campionat del món de lluita de 1951 i una d'or i una de plata al Campionat d'Europa de lluita.